# 雅各布斯維爾 (內華達州)
雅各布斯維爾（英語：Jacobsville）是位於美國內華達州蘭德縣的鬼鎮。

## 歷史
雅各布斯維爾的郵局於1863年設立，其後於翌年停運。

## 地理
雅各布斯維爾所處的海拔為高於海平面1737米（即5699英呎），而該地所採用的時區為UTC-8，即太平洋时区（PST）。同時該地設有夏令時間，為UTC-8調快一小時，即UTC-7（PDT）。